# Умник (фильм)
«У́мник» (англ. The Good Humor Man) — американская драма 2005 года режиссёра Тенни Фэйрчайлда. В главных ролях Натан Стивенс, Кэмерон Ричардсон, Хорхе Гарсиа и Джейсон Сигел.

## Сюжет
Перед студентом-второкурсником встаёт конфликт совести и характера, когда его лучший друг оказывается замешан в убийстве подростка из враждующей группировки времён одноэтажной Америки середины 70-х годов.

## В ролях
| Актёр               | Роль              |
| ------------------- | ----------------- |
| Натан Стивенс       | Джей              |
| Кэмерон Ричардсон   | Венди             |
| Хорхе Гарсиа        | Рашмор            |
| Джейсон Сигел       | «Пахучий Боб»     |
| Джеймс Рэнсон       | «Июньский жук»    |
| Джейсон Дилл        | «Бедренная кость» |
| Джон Уильям Симмонс | Ричи Рубин        |
| Клэр Тайтелмен      | Барфетта          |
| Ленни Херш          | «Поддельный Чак»  |
| Чарли Бэбкок        | Ван Хёрки         |
| Афина Кансино       | Джилл             |
| Элиз Робертсон      | миссис Скибнесс   |
| Келси Грэммер       | мистер Скибнесс   |
| Майкл Эмануэл       | офицер Мэй        |